# Gare d'Étainhus - Saint-Romain
La gare d'Étainhus - Saint-Romain est une gare ferroviaire française de la ligne de Paris-Saint-Lazare au Havre, située sur le territoire de la commune d'Étainhus, à proximité de Saint-Romain-de-Colbosc, dans le département de la Seine-Maritime en région Normandie.
Sa situation à quatre kilomètres du bourg de Saint-Romain va entrainer la création du tramway de Saint-Romain-de-Colbosc qui va effectuer les navettes de 1896 à 1929.
Elle s'appelle uniquement « Saint-Romain » lorsqu'elle est mise en service en 1847 par la Compagnie du chemin de fer de Rouen au Havre, avant de devenir une gare de la Compagnie des chemins de fer de l'Ouest, puis de l'Administration des chemins de fer de l'État.
C'est une halte voyageurs de la Société nationale des chemins de fer français (SNCF) du réseau TER Normandie desservie par des trains express régionaux.

## Situation ferroviaire
Établie à 106 mètres d'altitude, la gare d'Étainhus - Saint-Romain est située au point kilométrique (PK) 210,566 de la ligne de Paris-Saint-Lazare au Havre, entre les gares de Virville - Manneville et de Saint-Laurent - Gainneville.

## Histoire
Saint-Romain est l'une des treize stations mises en service le 22 mars 1847 par la Compagnie du chemin de fer de Rouen au Havre, lorsqu'elle ouvre à l'exploitation sa ligne en prolongement de la ligne de Paris à Rouen. Le bâtiment principal est dû à l'architecte William Tite qui est l'auteur de toutes les stations intermédiaires entre Rouen et Le Havre.
En 1847, Saint-Romain est la deuxième station intermédiaire, après Harfleur, depuis Le Havre. Le bourg de Saint-Romain-de-Colbosc, chef-lieu de canton, étant à quatre kilomètres, le nom de la commune donné à la station semble être une compensation du fait qu'elle ne soit pas proche du chemin de fer.

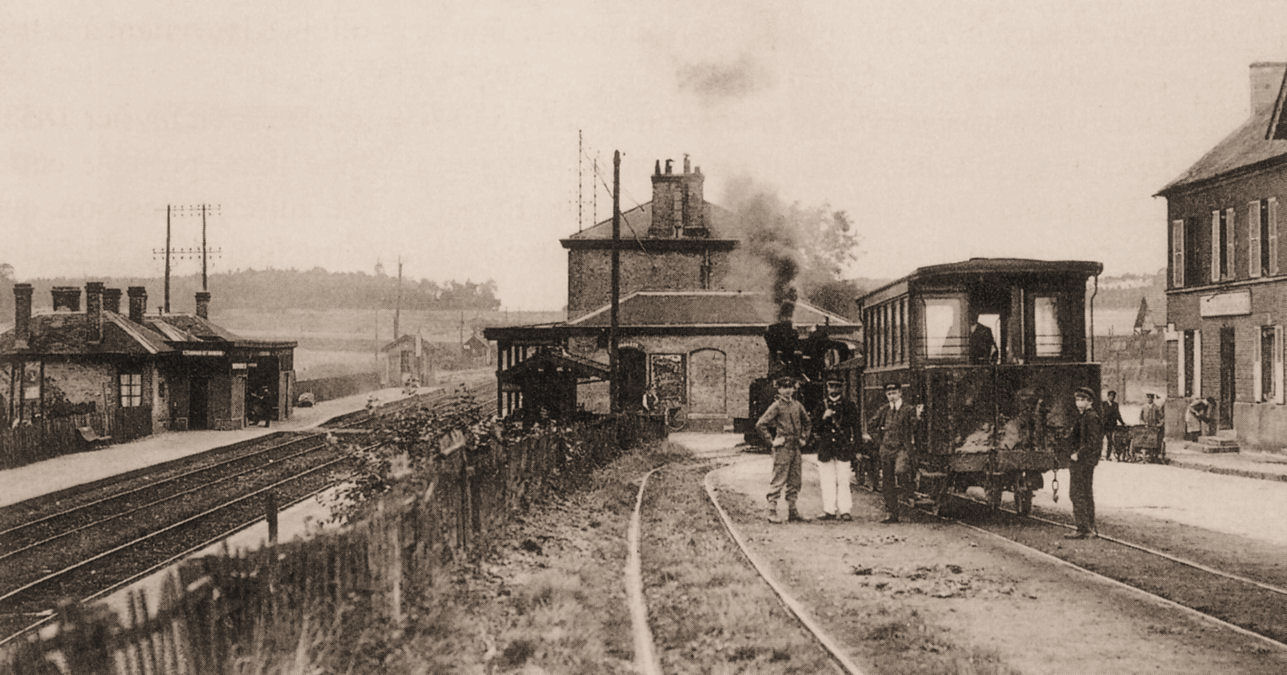
La gare et le tramway vers 1905.

L'éloignement de la station du bourg est pénalisant pour les habitants ce qui entraine la création en 1896 du tramway de Saint-Romain-de-Colbosc, à voie métrique, reliant le bourg à la gare. Il transporte près de 100 000 passagers par an jusqu'à la Première Guerre mondiale.
En 1908, la gare prend le nom des deux communes « Étainhus - Saint-Romain ».
Le tramway cesse son activité en 1929 après la mise en service d'une ligne d'autobus Le Havre – Saint-Romain-de-Colbosc - Bolbec - Lillebonne - Caudebec-en-Caux.
Dans la deuxième moitié du XXe siècle, le bâtiment est fermé et la gare redevient une simple halte sans personnel avec deux quais à accès libre. 
En 2013, le parking de la gare est agrandi rénové et réaménagé pour accueillir 35 véhicules au lieu de 15 avant les travaux qui ont couté 26 000 euros hors taxes. Ce chantier a été financé par la Communauté de communes Caux Estuaire de Saint-Romain-de-Colbosc.
En 2014, c'est une gare voyageurs d'intérêt local (catégorie C : moins de 100 000 voyageurs par an de 2010 à 2011), qui dispose de deux quais (le quai 1, d'une longueur utile de 216 m, pour la voie 1 et le quai 2, d'une longueur totale de 143 m, pour la voie 2) et deux abris.

## Service des voyageurs

### Accueil
Halte voyageurs SNCF, c'est un point d'arrêt non géré (PANG) à accès libre. Elle est équipée d'un automate pour l'achat de titres de transport TER.
Une passerelle permet la traversée des voies et le passage d'un quai à l'autre.
En 2015, SNCF estime la fréquentation annuelle à 82 257 voyageurs.

### Desserte
Étainhus - Saint-Romain est une halte voyageurs du réseau TER Normandie desservie par des trains express régionaux assurant les relations : Rouen – Yvetot – Le Havre et Le Havre – Fécamp.

### Intermodalité
Un parking pour les véhicules (76 places) y est aménagé.